# Robert Sink
El tinent general Robert Frederick Sink (3 d'abril de 1905-13 de desembre de 1965) va ser un oficial estatunidenc durant la Segona Guerra Mundial, la guerra de Corea i les etapes inicials de la guerra del Vietnam. És conegut principalment pel seu comandament del 506è Regiment d'Infanteria Paracaigudista de la 101a Divisió Aerotransportada. Sink va ser interpretat pel capità Dale Dye a la minisèrie de televisió Band of Brothers.

## Biografia
Sink estudià a la Universitat Duke (llavors coneguda com a Trinity College) durant un any abans d'assegurar-se l'accés l'Acadèmia Militar dels Estats Units. Es graduà amb la promoció de 1927 de West Point, sent el 174è en una promoció de 203 alumnes, i rebé la comissió com a oficial d'infanteria. El primer destí de Sink va ser al 8è regiment d'Infanteria a Fort Screven, Geòrgia com a tinent de 2a.
Sink va ser posteriorment destinat a Puerto Rico (1929, al 65è regiment d'infanteria), a l'Acadèmia de Guerra Química dels Estats Units (1932), a Fort Meade (1932), al 34è regiment d'infanteria, amb el Cos de Conservació Civil (1933 at McAlevy's Fort, Pennsilvània), i tornà al 34è regiment d'infanteria abans de marxar a fer un curs a l'Acadèmia d'Infanteria de l'Exèrcit dels Estats Units a Fort Benning, Geòrgia (1935).
El novembre de 1937, després d'estar destinat al 57è regiment d'infanteria a Fort William McKinley, a les Filipines, Stink tornà als Estats Units, sent destinat al 25è regiment d'infanteria a Fort Huachuca, Arizona, on serví com a oficial d'operacions a nivell de companyia i regiment.

### Segona Guerra Mundial
El 1940 va ser destinat al 501r regiment d'infanteria paracaigudista a Fort Benning. Sink esdevindria un del 4% de paracaigudistes de l'exèrcit qualificats com a master parachutist, celebrant cada any el seu aniversari fent un nou salt.
Posteriorment comandaria el 503r batalló d'infanteria paracaigudista, que després passaria a ser un regiment. El juliol de 1942 va ser nomenat comandant del 506è regiment d'infanteria paracaigudista a Toccoa, Geòrgia; Fort Benning, Geòrgia; i Fort Bragg Carolina del Nord, comandant-lo durant tota la Segona Guerra Mundial. Sink rebutjà dues promocions durant la guerra per quedar-se amb la seva unitat (el regiment a vegades seria anomenat "Five-Oh-Sink", en comptes de "Five-O-Six"), sent amic personal del major Richard Winters. Va fer dos salts de combat durant la guerra amb el 506 (Normandia i Holanda), i comandà el regiment a Bastogne durant la batalla de les Ardenes.

### Carrera en la postguerra
El 12 d'agost de 1945, Sink va ser nomenat assistent al comandant de la 101 aerotransportada. El desembre de 1945 tornà als Estats Units, i al gener assumí el comandament del destacament d'infanteria de l'Acadèmia Militar dels Estats Units. Ingressà a l'Acadèmia Nacional de Guerra a Fort Lesley J. McNair, Washington DC, l'agost de 1948, graduant-se el juny de 1949. sink va ser traslladat al comandament Ryukyus, esdevenint cap de l'estat major l'octubre de 1949. El gener de 1951 va ser fet assistent del comandant de la 7a divisió d'infanteria a Corea.
Tornà als Estats Units el desembre de 1951, sent nomenat assistent del comandant de l'11a Divisió Aerotransportada a Fort Campbell, Kentucky. El febrer de 1953 assumí el comandament de la 7a divisió cuirassada a Camp Roberts, Califòrnia. El novembre de 1953 va ser nomenat comandant de la 44a divisió d'infanteria a Fort Lewis, Washington. L'octubre de 1954 va ser destinat al Comitè Conjunt de Tropes Aeotransportades a Fort Bragg. A inicis de 1955, va ser traslladat a Rio de Janeiro (Brasil), i l'abril de 1955 assumí les funcions duals de president de la delegació dels Estats Units a la Comissió Militar Conjunta Brasil-Estats Units i cap de la secció de l'exèrcit, Grup Conseller d'Assistència Militar, Brasil.
Tornà als Estats Units i assumí el comandament del XVIII Cos Aerotransportat a Fort Bragg al maig de 1957. El maig de 1958 va ser nomenat comandant del Cos Estratègic de l'Exèrcit (STRAC). El seu darrer paper va ser com a comandant de les forces estatunidenques a Panamà.
El Tinent general Robert Frederick Sink es retirà el 1961, morint el 1965. Està enterrat al Cementiri Nacional d'Arlington. Estava casat i tenia tres fills i dos nets.

## Llegat
- El 1967 es dedicà la Biblioteca LTC Robert F. Sink a Fort Campbell, Kentucky.[2]
- El 4 de novembre del 2000 es dedicà a la muntanta Currahee a Toccoa, Geòrgia.[3]

## En la cultura popular
- El personatge del "Colonel Robert Stout" de la pel·lícula Un pont massa llunyà (1977), interpretat per Elliott Gould, està basat en Sink.
- Robert Sink va ser interpretat a la minisèrie de la HBO/BBC Band of Brothers (2001) pel veterà de Vietnam i capità retirat del U.S. Marine Corps Dale Dye (que també exercí de conseller militar a la sèrie)
- Robert Sink també va ser interpretat al video-joc Brothers in Arms: Hell's Highway per Dale Dye.

## Condecoracions
Estrella de Plata amb dos Manats de Fulles de Roure
 Legió del Mèrit amb un Manat de Fulles de Roure
 Estrella de Bronze amb un Manat de Fulles de Roure
 Medalla de l'Aire amb un Manat de Fulles de Roure
 Citació Presidencial d'Unitat amb un Manat de Fulles de Roure
 Medalla del Servei de Defensa Americana
 Medalla de la Campanya Americana
 Medalla de la Campanya Europea-Africana-Orient Mitjà amb una punta de fletxa i 3 estrelles de campanya
 Medalla de la Victòria a la II Guerra Mundial
 Medalla de l'Exèrcit del Servei d'Ocupació amb barra "Alemanya"
 Medalla del Servei a la Defensa Nacional
 Medalla del Servei a Corea
 Orde del Servei Distingit (Regne Unit)
 Oficial de l'orde de Leopold amb Palma (Bèlgica)
 Creu de Guerra amb Palma (Bèlgica)
 Fourragère (Bèlgica)
 Creu de Guerra 1939-1945 amb Palma (França)
 Lleó de Bronze (Països Baixos)
 Medalla de les Nacions Unides pel Servei a Corea
 Citació Presidencial d'Unitat de la República de Corea
 Insígnia d'Infanteria de Combat
 Insígnia de Mestre Paracaigudista amb 2 estrelles de salt de combat

## Dates de promoció
- Cadet a l'Acadèmia Militar dels Estats Units – Promoció de 1927
- Tinent de 2a – 14/6/1927 (Exèrcit Regular)
- Tinent – 31/8/1933 (Exèrcit Regular)
- Capità – 13/6/1937 (Exèrcit Regular)
- Major – 31/1/1941 (Exèrcit dels Estats Units)
- Tinent Coronel – 1/2/1942 (Exèrcit dels Estats Units)
- Coronel – 3/11/1941 (Exèrcit dels Estats Units)
- Major General – 11/4/1948 (Exèrcit dels Estats Units)
- Tinent General – 8/9/1948 (Exèrcit dels Estats Units)